# Sun Modular Datacenter

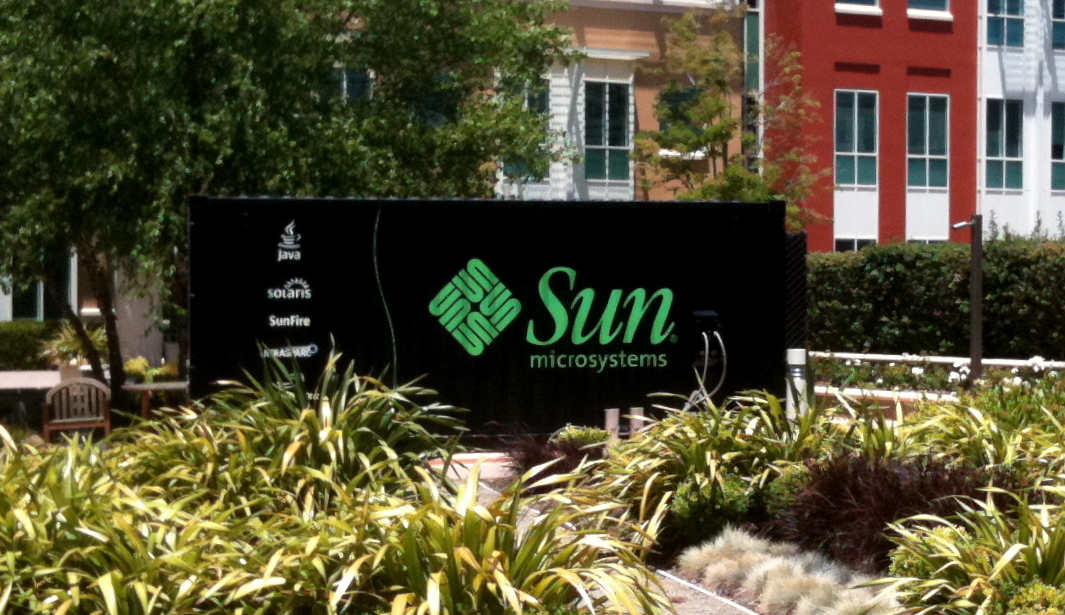
Sun Modular Datacenter в центре Sun Microsystems в Менло Парк, Калифорния

Sun Modular Datacenter (Sun MD, изначально — Project Blackbox) — контейнерный ЦОД, смонтированный в 20-футовом ISO-контейнере, выпускавшийся корпорацией Sun Microsystems. Для функционирования Sun MD требуется внешний источник электроэнергии. Вычислительный центр, включающий до 280 серверов, может быть быстро развёрнут путём перевозки контейнера в места, в которых невозможно построить обычный дата-центр, и подключения его к необходимой инфраструктуре.
Производитель утверждал, что стоимость развёртывания составляет 1% от стоимости постройки традиционного дата-центра.

## Потребители
14 июля 2007 в Национальная ускорительная лаборатория SLAC был развёрнут Sun MD, содержащий 252 сервера Sun Fire X2200.  Другим заказчиком является Radboud University.
В 2009 году Internet Archive перенёс[уточнить] свой архив на Sun MD.

## История
Прототип был анонсирован под названием «Project Blackbox» в октябре 2006 года. Официально продукт появился в январе 2008-го.
В июне 2007 года Blackbox со 1 088 процессорами AMD Opteron находился на 412 месте в списке TOP500.
В ноябре 2005 сообщалось, что Google также работает над собственным проектом контейнерного дата-центра.  Несмотря на заявления в январе 2007 о закрытии проекта, патент Google на концепцию был получен в октябре 2007. В 2009 корпорация сообщила, что её первый контейнер работал с 2005 года.